# Neva Fajon
Neva Fajon, slovenska filmska montažerka, * 1943 † 7. februar 2021.
Velja za pionirko televizijskega oddajanja v slovenskem prostoru.

## Življenje in delo
Delala je na RTV Slovenija, ukvarjala se je s televizijsko in filmsko montažo. Njen film Ko zaprem oči Francija Slaka je bil na 66. podelitvi filmskih nagrad oskar slovenski kandidat za najboljši tujejezični film, vendar ni bil nominiran. Leta 1965 je zmontirala serijo lutkovnih predstav Kljukčeve dogodivščine.
Njen soprog je bil Bogdan Fajon, ki je dolga leta opravljal delo urednika, novinarja in dopisnika Televizije Ljubljana in kasneje RTV Slovenija. Njuna otroka sta evropska poslanka in predsednica stranke SD Tanja Fajon in skladatelj ter glasbenik in aranžer Sašo Fajon.

## Filmografija
| Naslov filma          | Leto izida | Režija        | Žanr                           |
| --------------------- | ---------- | ------------- | ------------------------------ |
| Ko zaprem oči         | 1993       | Franci Slak   | romantični, kriminalni, triler |
| Operacija Cartier     | 1991       | Miran Zupanič | televizijski film              |
| Nasmeh                | 1987       | Franci Slak   | televizijska igra              |
| Pahljača mladosti     | 1985       | Zoran Lesić   | kratki igrani film             |
| Deklica z vžigalicami | 1968       | Anton Tomašič | kratki otroški film            |